# Tetrastichus krishnaiahi
Tetrastichus krishnaiahi är en stekelart som beskrevs av Saraswat 1974. Tetrastichus krishnaiahi ingår i släktet Tetrastichus och familjen finglanssteklar. Inga underarter finns listade i Catalogue of Life.